# Egle arctophila
Egle arctophila är en tvåvingeart som beskrevs av Griffiths 2003. Egle arctophila ingår i släktet Egle och familjen blomsterflugor. Inga underarter finns listade i Catalogue of Life.